# Zukve
Zukve (Servisch cyrillisch Зукве) is een plaats in de Servische gemeente Koceljeva. De plaats telt 262 inwoners (2002).